# Voice of A&G Digital 超ラジ!Girls
「Voice of A&G Digital 超ラジ!Girls」（ボイスオブエーアンドジーデジタル ちょうラジガールズ）は、文化放送制作、超!A&G+のVoice of A&G Digital 超ラジ!枠内で放送されていたラジオ番組。2008年4月7日（月曜日）から2010年10月1日まで、毎週月 - 金曜日の1時間の生番組。
曜日ごとに「文化放送イチオシの若手女性声優」がそれぞれパーソナリティを務めていた。パーソナリティの1人または5人を「Girls」と呼ぶことがある。

## 放送概要
放送開始は『超ラジ!Rookie』終了と入れ替わりである。『超ラジ!Rookieの16:00 - 17:00から1時間繰り上がってスタートした（ただし火曜のみ前番組は『超ラジ!NEXT』）。各番組毎に独自の設定・コーナーに沿った展開がされるが、共通する内容もある（後述を参照）。
2008年4月、月曜日を豊崎愛生、火曜日を伊藤かな恵、水曜日を三瓶由布子、木曜日を明坂聡美、金曜日を井口裕香が担当して放送開始。2008年9月29日放送分で月曜日の豊崎愛生が番組を卒業し、翌週10月6日放送分からは下田麻美が月曜日を担当した。
2010年9月6日の『下田麻美の超ラジ!Girls』で、同年10月1日をもって番組終了となることが発表され、『Voice of A&G Digital 超ラジ!』と同日に終了した。

## 放送日時

### 本放送
2008年04月03日 - 2009年04月03日
月 - 金曜 17:00 - 18:00
2009年04月06日 - 2010年10月01日
月 - 金曜 18:00 - 19:00

### 再放送（リピート放送）
再放送でも基本的に生放送の内容そのままが放送されたが、まれに本放送時の事故などがカットされることもあった（例：『井口裕香の超ラジ!Girls』第11回）。
2008年04月07日 - 10月03日 本放送分
各3回。
- 月 - 金曜  23:30 - 24:30（本放送当日）
- 火 - 土曜  07:00 - 08:00（本放送翌日）
- 火 - 土曜  13:30 - 14:30（本放送翌日）

2008年10月06日 - 2009年04月03日 本放送分
各2回。
- 火 - 土曜  07:00 - 08:00（本放送翌日）
- 土曜 17:00 - 19:00・日曜 14:00 - 16:00・17:00 - 18:00（順に 月 - 火・水 - 木・金曜本放送分）

日曜日のリピートが中断される16:00 - 17:00は『樹元オリエwith山口勝平のランチタイムミュージック』。
2009年04月06日 - 2010年10月03日 本放送分
各4回。
- 月 - 金曜  25:00 - 26:00（本放送当日）
- 月 - 金曜  08:00 - 09:00（月 - 木曜本放送分は翌日火 - 金曜、金曜本放送分は3日後の翌週月曜日）
- 月 - 金曜  13:00 - 14:00（月 - 木曜本放送分は翌日火 - 金曜、金曜本放送分は3日後の翌週月曜日）
- 日曜 08:00 - 13:00（金 - 月曜（逆順）本放送分。金曜本放送分は1回目のリピート）

## 各曜日
| 曜日   | パーソナリティ | 番組                     | 第1回          | 最終回         | 年数 | 回数 |
| ------ | -------------- | ------------------------ | -------------- | -------------- | ---- | ---- |
| 月曜日 | 豊崎愛生       | 豊崎愛生の超ラジ!Girls   | 2008年04月07日 | 2008年09月29日 | 0.5  | 026  |
| 月曜日 | 下田麻美       | 下田麻美の超ラジ!Girls   | 2008年10月06日 | 2010年09月27日 | 2.0  | 104  |
| 火曜日 | 伊藤かな恵     | 伊藤かな恵の超ラジ!Girls | 2008年04月08日 | 2010年09月28日 | 2.5  | 130  |
| 水曜日 | 三瓶由布子     | 三瓶由布子の超ラジ!Girls | 2008年04月09日 | 2010年09月29日 | 2.5  | 130  |
| 木曜日 | 明坂聡美       | 明坂聡美の超ラジ!Girls   | 2008年04月10日 | 2010年09月30日 | 2.5  | 130  |
| 金曜日 | 井口裕香       | 井口裕香の超ラジ!Girls   | 2008年04月11日 | 2010年10月01日 | 2.5  | 130  |

## 「超ラジ!Girls」としての取り組み
※超ラジ!と共通の取り組みについてはVoice of A&G Digital 超ラジ!#帯番組としての取り組み参照

### 旧テーマソング
放送開始から2009年9月まではオープニングテーマソングは「message」、エンディングテーマソングは「恋のmelody」。これらは『超ラジ!』共通だった。例外でオープニング･エンディングテーマソングでない選曲で放送されていた回もある。これ以外のコーナー間の曲は、アニメソングもかかるが、パーソナリティが選曲したアニメソング以外の曲も多い。

### 新テーマソング
2009年10月5日以降は、オープニングテーマが「7ブンノ5デイズ」に、エンディングテーマが「メジルシは君さ」に変わった。いずれも番組パーソナリティ5人が、ユニット「超ラジ!Girls」として歌っている。
- 2009年8月10日 - 2009年8月14日に開催された公開生放送で[出典無効]、『Girls』パーソナリティ全員が番組テーマソングを制作すると発表された。その後、番組内で曲名や発売日、初回特典の内容、CDジャケットなどが随時発表された。
- 2009年10月31日の『A&G 超RADIO SHOW〜アニスパ!〜』にCDのプロモーションでゲスト出演した。また、その翌週11月7日から「7ブンノ5デイズ」が番組内の「今月のA&Gパワープレイ」として流された。
- 2009年11月2日 - 翌週11月6日の『超ラジ!』で、「超ラジ!ドリームプッシュ」として、「7ブンノ5デイズ」が流された。さらに、11月9日 - 11月13日の「超ラジ!ドリームプッシュ」では「メジルシは君さ」が流れた。
- 2009年11月7日の『A&G REQUEST デジスタ』19時台の「TERM3」に明坂がCDのプロモーションでゲスト出演した。
- 2009年11月21日の『ノン子とのび太のアニメスクランブル』に明坂がCDのプロモーションでゲスト出演した。

### コーナー
メール募集コーナーは、共通したコーナーとしてテーマメール（テーマは毎日異なる）。それ以外に曜日ごとに3つほどのコーナーを持つ。明確なコーナーとしては無いがふつおたも募集。

### 番組の挨拶
番組の挨拶は原則、「ちょら〜っす」となっているが、これを使っているのは火曜日の伊藤かな恵と水曜日の三瓶由布子のみ。その他の曜日は独自の挨拶を使用しており、月曜日の豊崎愛生は「皆様、ヘロ〜」「皆様、ほっこり〜」、2代目の下田麻美は「ぽんにちは〜」「ぽんばんは〜」、木曜日の明坂聡美が「デジタル文化放送をお聞きの皆様、がーッス!!」、金曜日の井口裕香が「おつかれちゃんです〜」「おつかれさまです〜」と挨拶していた。「がーッス!!」は本来『超ラジ!Girls』（がーるず）共通の挨拶とされていたが、実際に使っていたのは明坂のみである。
リスナーから来るメールを読むときは「ちょら〜っす」または「がーッス!!」と挨拶している。金曜日に来るメールはこれよりも「おつかれさんです〜」「おつかれちゃんです〜。」で始まるケースが多い。

### ジングル
番組開始以来、水曜日の三瓶由布子と金曜日の井口裕香の番組では番組専用のアタック（ジングル）が多く使われている。それ以外の曜日では全曜日共通のジングルがある。『超ラジ!Rookie』は『超ラジ!』と共通だが、『超ラジ!Girls』は異なる。

### 簡易動画
2008年10月6日の超!A&G+簡易動画配信開始により、『超ラジ!Girls』も『超ラジ!』同様に動画配信をスタートした。しかし、第1週の金曜は動画配信が始まったのに、今まで通りの状況で井口裕香が進行していたため、2008年10月10日生放送分のみ画像がワイプメインだったが、第2週になって他の曜日と同様に大きい画像が表示されたが、一部ワイプになる。なお、曜日によってはこれに合わせて新コーナーが新設されたりしている。
10月改編でスタートした新番組『らぶたま〜I love egg』で登場するそれぞれのたまごのうち「あくたま」「てんたま」「ぼむたま」「はなたま」「べりたま」の声を各曜日の超ラジ!Girlsのパーソナリティが担当していた。『らぶたま』の一時番組終了後（2009年4月3日の公開放送分で番組は一時休止）も一部の曜日を除き2009年6月5日生放送分まで各曜日ごとに「あくたま」「てんたま」「ぼむたま」「はなたま」「べりたま」をオープニングタイトルや番組ジングル中に映像で表示していたが、2009年6月8日生放送分以降アイキャッチがリニューアルされ、各曜日の各パーソナリティが描いたイラストを基にしたフラッシュアニメーションになった。イラストは2009年3月の番組オリジナルタンブラーや番組オリジナルノートにも描かれていたが、動画では動きがつけられている。
2009年10月5日からは、新オープニングテーマソングに変更になったのに合わせて、新しいフラッシュアニメーションに変更され、『超ラジ!Girls』帯全体でのオープニングアニメーションとなった。これは前身のフラッシュアニメーション同様各曜日パーソナリティが描いたイラストが元となっているが、今回のアニメーションのために新たに書き足したイラストも使用されている。

### 番組CM
「超ラジ!Girls」の開始当初のCMでは、「日替わり彼女」という表現が用いられ、1つのCM内で5人のパーソナリティがリレー形式で自身の番組を宣伝した。
2008年10月以降は、月曜から金曜までそれぞれ独自のCMが作られるようになった。

### イベント
- 2009年10月18日に秋葉原UDXにて行なわれた『ジャパン・アニメ・コラボマーケット2009』から、特別番組「超ラジ!Girlsスペシャル in JAM 2009」を放送した。その中で、伊藤と井口、金曜超ラジ!パーソナリティの鷲崎によるJAM2009会場からの公開生放送「超ラジ!Girls スペシャルステージ in JAM2009」が行われ、ジャパン・アニメ・コラボマーケットと超ラジ!Girlsによるリスナー参加のコラボ企画の各パーソナリティ賞とグランプリ賞のアイディアグッズが発表された。また、選ばれたアイディアグッズのうちグランプリ賞を受賞したグッズは、今後超ラジ!Girlsの新・番組グッズになることも明らかになった。
- 2009年11月3日（CD発売前日）、文化放送のイベント「浜松町グリーンサウンドフェスタ-浜祭-」の一環として、CDの先行発売と、CD発売記念の公開生放送「伊藤かな恵の超ラジ!Girls〜CD発売記念 超ラジ!Girls全員集合SP〜」をおこなった。番組内でパーソナリティが全員集合するのは、これが初めてである。
- 2010年6月16日放送の「三瓶由布子の超ラジ!Girls」は、「Voice of A&G Digital 超ラジ!Girls ぷらふぃにがジャックしちゃうよ!（仮）」と題して、三瓶と小清水亜美のユニット「ぷらふぃに」がCD発売記念の公開生放送を実施した。オープニングタイトルや番組ジングル中に映像はすべて「三瓶由布子の超ラジ!Girls」のフラッシュアニメーションに「ぷらふぃに」のロゴを被せたものや、ぷらふぃにのアーティスト写真やCDジャケット画像が使用された。

## 『アニスパ』コーナー
当番組の告知・宣伝のため、『A&G 超RADIO SHOW〜アニスパ!〜』（文化放送地上波、毎週土曜日）のコーナーとして、ミニ番組が放送された。『超ラジ!Girls』開始直前の2008年4月5日に開始し、2009年2月28日まで11か月間（中断があるので正味10か月間）放送された。1回10分弱。
『超ラジ!Girls』パーソナリティが月替わりで担当した。タイトルは「○○○○の超ラジ!Girls ○○○○」の形で、「○○○○」部分がパーソナリティ交替ごとに変わった。1か月は平均4.3週だが、野球中継延長などによる休止がしばしばあり、実際は3 - 5回の平均3.7回となった。
8月の豊崎愛生でパーソナリティ5人が1巡したが、1か月あけて10月、その月から豊崎に替わり月曜パーソナリティとなる下田麻美で2巡目が始まり、2009年2月で終了した。
| 番組（コーナー）                             | およその年月 | 第1回    | 最終回   | 回数 | 時間帯     |
| -------------------------------------------- | ------------ | -------- | -------- | ---- | ---------- |
| 井口裕香の超ラジ!Girls 広報部                | 2008年04月   | 04月05日 | 05月03日 | 4    | 21時台前半 |
| 伊藤かな恵の超ラジ!Girls to LINK             | 2008年05月   | 05月10日 | 05月31日 | 4    | 21時台前半 |
| 明坂聡美の超ラジ!Girls とかすた              | 2008年06月   | 06月07日 | 06月28日 | 3    | 21時台前半 |
| 三瓶由布子の超ラジ!Girls 大将学              | 2008年07月   | 07月12日 | 07月26日 | 3    | 21時台前半 |
| 豊崎愛生の超ラジ!Girls 夏のあきまつり!       | 2008年08月   | 08月02日 | 08月30日 | 3    | 21時台前半 |
| なし                                         | 2008年09月   |          |          |      |            |
| 下田麻美の超ラジ!Girls〜あさぽんマニュアル〜 | 2008年10月   | 10月04日 | 10月25日 | 4    | 21時台前半 |
| 伊藤かな恵の超ラジ!Girls〜超常識研究会〜     | 2008年11月   | 11月15日 | 11月29日 | 3    | 21時台前半 |
| 三瓶由布子の超ラジ!Girls〜大将リターンズ!〜  | 2008年12月   | 12月06日 | 12月27日 | 4    | 21時台後半 |
| 明坂聡美の超ラジ!Girls〜AKEDEN〜             | 2009年01月   | 01月03日 | 01月31日 | 5    | 21時台後半 |
| 井口裕香の超ラジ!Girls〜おとなチャレンジ〜   | 2009年02月   | 02月07日 | 02月28日 | 4    | 21時台後半 |

## ディスコグラフィ

### 収録内容
DISC 1 CD
1. 7ブンノ5デイズ
  - 作詞：齊藤恵、作曲・編曲：町田トシユキ
  - OPテーマ
2. メジルシは君さ
  - 作詞：齊藤恵、作曲：酒井ミキオ、編曲：町田トシユキ
  - EDテーマ
3. 7ブンノ5デイズ（off vocal）
4. メジルシは君さ（off vocal）

DISC 2 DVD
- 超ラジ!Girls全員によるスペシャルトークDVD（PCCG-01008：38分、プレミアムエディション盤のみ）
- ジャケット撮影＆レコーディングのメイキング（PCCG-01009：17分、スタンダードエディション盤のみ）